# Razas de Stargate SG-1
Las razas de Stargate SG-1 son las diferentes civilizaciones ficticias que aparecen en la serie de televisión Stargate SG-1. A lo largo de las diez temporadas de esta serie se muestran numerosas razas de seres humanos y alienígenas. Algunas de ellas son más avanzadas que la civilización terrestre, y otras, aparentemente tienen un menor nivel de desarrollo.

## Razas humanas

### (Terrestres)
Cuando los Goa'uld tomaron como anfitriones a los humanos que se encontraban posiblemente en el periodo Neolítico, los llevaron por toda Galaxia (que está colonizada con humanos descendientes de los terrestres).
Esta esclavitud duró cientos de años hasta el estallido de una rebelión, los terrícolas enterraron el Stargate y levantaron la civilización egipcia.
El Stargate de la Tierra fue encontrado en una excavación en el año 1928; Durante la Segunda Guerra Mundial fue adquirido secretamente por El Pentágono que pensaba que era un arma. Su utilidad real fue determinada por Daniel Jackson, al comparar los símbolos de la puerta con las constelaciones del cielo.
La Tierra es el único planeta que envía expediciones por el Stargate. También es de los pocos en donde el Stargate está escondido de la población.

## Civilizaciones humanas avanzadas

### Antiguos
Los Antiguos, originarios de la Galaxia Ori, constituyeron la raza más avanzada jamás conocida, además de ser los constructores de las "Astria Porta", conocidas actualmente como «stargates». Se autodenominan lantianos, y los nombres por los que son conocidos son aquellos que otras razas les han atribuido. Los Ori, por ejemplo, les llamaron Alteranos (del latín Alter, Alterno), pues se referían a ellos como "Los Otros". A su vez, Antiguo es el nombre que las razas usuarias de la red de stargates les ha dado.
Esta raza de humanos en su apogeo evolutivo, surge del cisma entre Antiguos y Ori, al atribuir su desarrollo, a los avances de la ciencia, tecnología e investigación, frente a la interpretación religiosa de sus adversarios Ori.

### Ori
Los Ori, originarios de la Galaxia Ori, son una raza de seres ascendidos con una tecnología enormemente avanzada. Se diferencian de los Antiguos al no creer en su política de no intervención en los asuntos del universo. Su aspecto es el de un muro de llamas o de fuego, que simboliza las llamas de la iluminación. Este lugar se ubica en el planeta Celestis, que Daniel Jackson y Vala visitaron por accidente.
Los Ori usan sus conocimientos infinitos del Universo para convencer a seres menores para adorarles, prometiéndoles que ascenderán si siguen con su religión llamada “Origen”. En origen pertenecían a la misma especie que los Antiguos, sin embargo, se separaron debido a diferencias ideológicas: los Ori son religiosos, mientras que los Antiguos prefieren la ciencia y el conocimiento en general.

### Aschen
Los Aschen forman una raza que, en un tiempo alternativo es aliada de la Tierra, y ayuda al SG-1 a salvar la Tierra de los Goa'uld. También les proporciona una vacuna que prolonga sus vidas, pero que también les impide tener hijos, extremo éste que los Aschen mantienen en secreto como parte de su plan para apoderarse de la Tierra. El SG-1 de esa realidad alternativa encuentra una forma de avisarse a sí mismos sobre el peligro de los Aschen enviando una nota al pasado a través del Stargate en el momento exacto en que se produce una llamarada solar, al igual que en un accidente que sufren en un episodio anterior, donde ellos mismos viajan en el tiempo. En un episodio posterior, el SG-1 logra evitar que la Tierra se haga aliada de los Aschen, después de encontrar evidencias de su plan para esterilizar a los terrícolas, no se sabe bien qué paso con esta raza, pero puede que su mundo natal fuera destruido ya que en el último intercambio con la Tierra, el SGC les ofreció una lista de direcciones, pero al descubrir las intenciones reales de los Aschen, el tratado no llegó a buen puerto, claro que las direcciones facilitadas no servían para nada, es más, la primera llevaba a un agujero negro por lo que es de suponer que fueron destruidos con la primera llamada.

### Bedrosianos
Los Bedrosianos son una raza humana que el SG-1 encuentra en el planeta P2X-416. Los Bedrosianos son uno de los dos pueblos rivales que habitan en uno de los dos continentes del planeta y que están envueltos en una guerra fría contra sus oponentes cuando aparece el SG-1.
El motivo de la guerra es la misma existencia del Stargate. Los Bedrosianos creían que la vida había sido creada en P2X-416 por Nefertum (Un Goa'uld muerto hace tiempo) sin la intervención del Stargate, mientras que sus enemigos, los Optricanos creen que la vida del planeta había sido transportada hasta allí a través del Stargate. El SG-1 es capturado por los militares Bedrosianos e interrogados para saber si eran espías Optricanos. La tecnología Bedrosiana es más avanzada que la de la Tierra, ya que poseen naves con antigravedad, campos de fuerza y armas de energía, también disponen de tecnología médica para devolver la vista en caso de ceguera.

### Eurondanos
Los eurondanos contactan con la Tierra a través del Stargate pidiendo ayuda en una guerra en la que están envueltos y que pierden por momentos. Su civilización está al menos cien años más avanzada que la de la Tierra. Poseen escuadrones de naves dirigidas por control remoto y controladas a través de una interfaz mental. También disponen de suministros médicos avanzados y controlan generadores de fusión. Los eurondanos necesitan de la Tierra deuterio o agua pesada para encender sus generadores, ya que se habían quedado sin sus reservas del mismo. Están dispuestos a comerciar su tecnología de interfaz mental y médica a cambio del agua pesada que en la tierra es abundante. Sin embargo, cuando descubren que Euronda inició la guerra para hacer una limpieza étnica de su mundo, al contrario de lo que habían dicho, la Tierra retira su apoyo y el SG-1 se va del planeta cuando la base de guerra Eurodana está siendo destruida por el ataque enemigo.

### Galaranos
El desarrollo de esta civilización está bajo la amparo del "Tratado De Protección De Planetas De Los Asgard", después de haber sido gobernados por los Goa'uld durante siglos. Su actual avance tecnológico parece ser parecido al terrestre o algo superior; donde la Tierra recientemente ha desarrollado la hipervelocidad gracias a la tecnología adquirida de los goa'uld y los asgard. Los Galaranos han creado un aparato de inserción de memoria, que es una modificación del aparato de memoria de los goa'uld y la tok'ra. Los galaranos planean utilizar este aparato para acelerar sus avances tecnológicos, algo vital para su supervivencia, dado que los Asgard están debilitados. También están impacientes por formar una alianza con la Tierra, esperanzados por intercambiar la tecnología de la memoria por la hipervelocidad. Sin embargo, fue usado para inculpar al teniente coronel Cameron Mitchell por el asesinato de la doctora Reya Warrick, una científica galarana.

### Hebridanos
Descendientes de los celtas que habitaban en las islas Hébridas, esta raza tiene un adelanto con respecto a la Tierra de unos cien o doscientos años. Se piensa que sus ancestros fueron trasladados desde la Tierra por el señor del Sistema Goa'uld Morrigan (diosa de la guerra celta). Los hebridanos viven en una sociedad mixta junto con los Serrakin, quienes defendieron y liberaron a los Hebridanos de Morrigan y ambas razas se integraron hasta tal punto que son frecuentes los matrimonios entre ellas. En su planeta natal, Hebridan, existe una corporación llamada «Tech Con». Cada año se realiza una carrera en el sistema solar hebridan, empezando y terminando en la atmósfera del planeta y patrocinada por la corporación «Tech Con»; como premio al ganador se le da un lucrativo contrato en el cual se encarga de pilotar la división de cargamentos de «Tech Con».
De todas la civilizaciones conocidas por los Tau'ri, sólo los hebridanos han desarrollado una economía capitalista dominada por el comercio y el consumo.
Los mayores avances tecnológicos de los Hebridans son las armas de energía y el motor de iones, que utiliza nitrógeno líquido como combustible. Los Hebridanos acceden a darle a Samantha Carter y a los científicos del SGC un motor de iones para experimentar a cambio de transportar a Hebridan un Stargate de un planeta deshabitado, ya que no poseen uno, presuntamente con una lista de algunas direcciones.

### Orbanianos
Los Orbidianos, nativos del planeta Orban, son miembros de una especie humana que aparece en el episodio "La curva del aprendizaje". Los Orbidians usan nanorrobots para transferir información de generación en generación. El SGC comenzó un programa de intercambio de información a través del cual Samantha Carter pudo aprender a construir un generador de naquahdah. Su nivel tecnológico es menor que el Goa'uld, pero a la velocidad a la que están avanzando gracias a los nanorrobots, en unos años, los sobrepasarán. Sin embargo, Jack O'Neill enseña a Merrin (una chica Orbidiana) a divertirse, y esta transmite este conocimiento a toda la población orbidiana, lo que podría haber ralentizado su velocidad de aprendizaje. La cultura parece derivar de la cultura precolombina mesoamericana, aunque la población parece anglosajona.

### Tagreanos
Los tagreanos viven en un planeta que estuvo ocupado por el Goa'uld Her-ur (conocido por los tangereanos como Horus quien aparentemente fue el que los llevó a ese planeta a través del Stargate). Los tagreanos están decididos olvidar su pasado, considerado como una triste era oscura; esta situación causa que su historia registrada apenas tenga unos cuantos siglos ya que sólo cuando la edad oscura terminó este pueblo empezó a registar su historia. Son en extremo cautelosos respecto a los extranjeros. El Prometeo se ve forzado a poner rumbo a este planeta después de que el motor de hiperespacio sufriera una sobrecarga y se vieran obligados a expulsarlo justo sobre la órbita tangereana; causando una gran explosión y un pulso electromagnético que deja sin energía a muchas ciudades del planeta. primero los tangeranos responden con misiles balísticos a lo que consideran un ataque; pero luego permiten aterrizar al Prometeo y así reparar su nave, la llegada del Prometeo coincide con una difícil situación política para el entonces presidente, situación que aprovecha el comandante Kalfas, un ultra conservador militar, para conseguir apoyo político, dar un golpe de Estado y capturar a los científicos que desentierran el Stargate que los antepasados se esmeraron en ocultar. En el último momento el depuesto presidente retoma el control y permite el uso del Stargate con la promesa de mantener a la tripulación del Prometeo como huéspedes y futuras alianzas con la Tierra. Esta raza aparece en el episodio "Memento" de la sexta temporada.

### Talthuns
Se trata de una raza tecnológicamente avanzada del planeta Talthus. Estando su planeta se natal a punto de ser absorbido por un agujero negro, decidieron evacuar a la población. Ante el reducido número de naves de las que disponían se organizó una lotería para decidir quienes, aparte de sus soberanos y de la tripulación; podrían abordar las naves de evacuación. Las naves, incapaces de alcanzar velocidades hiperespaciales, fueron acondicionadas para que sus pasajeros permanecieran en hibernación y con sus consciencias separadas de sus cuerpos en el largo viaje a su nuevo mundo, Ardena. Por alguna razón desconocida, una de las naves se estrella en P2A-347, donde es descubierta por el equipo SG-1 (Lifeboat). En el accidente, uno de los tripulantes despierta de su cápsula y descubre que la nave no tiene la energía suficiente para mantener la hibernación de todos sus pasajeros, así que aprovecha la llegada del SG-1 y ante el dilema de ver morir a su gente transfiere a la mente del Dr. Daniel Jackson y sin su permiso muchas de las consciencias para salvarlas. El SG-1 logra devolver la energía a la nave a cambio de liberar la mente del Dr. Jackson de las consciencias adicionales y de la promesa de ayudar a encontrar Ardena para llevar allí a los supervivientes con la ayuda del Stargate.

### Tobin
Aparentemente, esta raza desciende de los fenicios. Aunque los Tobin están extintos su legado incluye un vasto campo de minas alrededor de su planeta natal. Las minas están programadas para atacar ciertas frecuencias de energía, incluyendo las armas los Goa'uld. Esto hizo del abandonado mundo un lugar neutral perfecto en el cual los goa'ulds Apophis y Heru-ur discuten una posible alianza que el SG-1 tratará de desbaratar.

### Tolanos
Los tolanos son una raza humana tecnológicamente muy desarrollada que viven en el planeta Tolana. Los tolanos son arrogantes y creen que las especies menos avanzadas tecnológicamente son inferiores. Su mundo natal acabó destruido, porque prestaron tecnología a su planeta vecino, Serita, en el que existía una raza menos avanzada que utilizó esa tecnología para iniciar una guerra en la que terminaron destruyendo el planeta y desplazando de la órbita al planeta originario de los tolanos. Estos se vieron obligados a evacuar mediante naves a toda la gente hasta su nuevo mundo, Tolana. En el nuevo planeta no existía Stargate y se lo fabricaron ellos mismos tras la evacuación. Después de la destrucción del planeta, los Tolanos adoptaron una política estricta que les prohibía compartir su tecnología con razas menos avanzadas. Cuando un grupo de tolanos fueron rescatados por el SG-1, prefirieron mantenerse al margen y no dar ninguna tecnología a cambio.
Los tolanos defienden su mundo con una red de cañones iónicos que pueden destruir una nave nodriza Goa'uld de un solo disparo, pero la introducción de modificaciones en la tecnología de escudo por el Goa'uld Anubis usando su conocimiento de la tecnología de los antiguos consigue que sus naves sean inmunes a los cañones iónicos. Se piensa que los ancestros de los tolanos fueron transportados desde la Tierra por el Señor del Sistema Tel-chak.
En Tolana existe un consejo, llamado la Curia, que consideró la posibilidad de aliarse con la Tierra en la lucha contra los Goa'uld. Finalmente el Goa'uld Anubis destruyó el planeta de los tolanos, aunque es posible que alguna nave tolana escapara de la destrucción.

### La Raza de Martin
Cuando su raza fue derrotada por la guerra con los Goa'uld, un pequeño grupo de hombres fueron seleccionados para dejar su planeta y buscar aliados. Después de fallar en la búsqueda, decidieron desertar y esconderse en la Tierra.
Solo uno de los integrantes del grupo escuchó su conciencia: Martin Lloyd. Él creía que él y los otros eran responsables por sus acciones y debían regresar a su planeta. En cambio, los otros le dieron drogas terrícolas para suprimir su memoria de su verdadera identidad.
La raza de Martin posee avances tecnológicos mayores a los de la Tierra. Ellos son capaces de viajar en el espacio, y poseen un equipamiento muy sofisticado, computadores manuales, escáneres con forma de cámaras de video, teletransportación posiblemente en un nivel similar al de los Tollans.
Martin, al descubrir quien era le dio al SGC la dirección de su planeta natal. Después de llegar a él, estaba claro que los Goa'uld habían aniquilado a toda la civilización. Martin volvió a la Tierra para vivir su vida.
Los camaradas de Martin tuvieron la posibilidad de teletransportarse a su nave madre que se aproximaba, dejándolo en la Tierra que a pesar de ser vista por todos se le tomó como un efecto especial a mejorar pues para ellos no era muy realista. Pero no era lo que él quería, ya que Lloyd tenía un nuevo propósito, un show de ciencia ficción "Wormhole X-Treme!", usó el diseño de su nave para el Dedalus de esta serie.

## Civilizaciones humanas de nivel industrial

### Langaranos
Los langaranos son una raza cuyo nivel tecnológico asemeja al terrestre de mediados del siglo XX. Según se cree, los Goa'uld abandonaron el planeta hace aproximadamnete mil años. El planeta Langara está dividido en tres grandes poderes: los Kelownianos (el pueblo de Jonas Quinn), los Terranians y la Federación Andariana. Antes de la llegada del equipo SG-1 los tres pueblos vivivan en una larga y tensa situación política, en este planeta es donde se descubre la existencia de un isótopo del naquadah, menos estable pero con una gran capacidad energética que la Tierra utiliza para hacer factible la tecnología de hiper-impulso. Después de un ataque del Goa'uld Annubis, el pueblo de este planeta comienza una nueva era en la que se empiezan a olvidar los rencores ancestrales entre los tres pueblos; una de las características de este pueblo es su capacidad de aprender a un ritmo mucho mayor que los terrestres.

### Pangaran
La gente que desarrolló por primera vez la Tretonina. En su planeta se encontraba Egeria, la reina de la cual provienen los Tok'ra. A través de la cual ellos crearon el Tretonin, que les permitía que ninguna enfermedad los dañara, pero teniendo como efecto secundario que debían tomar la droga por el resto de sus vidas, además, no todo la población sobrevivía si tomaba la Tretonina.

### Tegalus
Tegalus estaba dividida en dos naciones con armamento nuclear enfrentados en una guerra fría: el Protectorado Rand y la Federación Caledonian. El Stargate es adorado por varias sectas religiosas y es guardado como una pieza de museo en la ciudad capital del Protectorado de Rand. Cuando el M.A.L.P llega a través del Stargate durante un tour del museo, causa una gran sorpresa en el planeta; los fanáticos religiosos (quienes todavía adoran a los Goa'uld como sus Dioses) en el Protectorado de Rand causan una revuelta, resultando en un intercambio nuclear. Un gobierno autoritario teocrático, el cual renombra a Rand "Avidan" (dialecto Goa'uld "los Dioses son justos") es establecido durante este período. La Teocracia dura un total de 3 meses antes que Daniel Jackson, varado en ese planeta, organiza un asalto en contra de los fanáticos del gobierno, coordinando SG-1, SG-3, SG-6, SG-12 y un pequeño grupo de viejos Soldados Rand.
Rand/Caledonia poseen aproximadamente los mismos avances tecnológicos que la Tierra en 1940, excepto por las superiores pantallas de televisión, la tecnología nuclear, incluyendo ICBM.
Después de los eventos ocurridos en el episodio "Ethon" se puede asumir que ambos países se eliminaron uno al otro de la fase su planeta pero no hay más detalles sobre esto.

### Vyans
Cuando el SG-1 llega al planeta Vyan, los Vyans estaban sufriendo de una enfermedad de la memoria llamada Vorlix. El SG-1 descubrió que Linnea, la Destructora de Mundos, estaba detrás de esto. Ella estaba trabajando en una forma de detener el envejecimiento, pero no resultó. El SGC fue capaz de ayudar a los Vyans a recobrar su memoria, pero Linnea eligió olvidar y empezar de nuevo ("Past and present"). Sus avances tecnológicos parecen ser equivalentes a los del occidente terrestre en 1900-1920.

## Civilizaciones humanas menos avanzadas

### Argosianos
Una raza descendiente de los antiguos griegos. Transportados por el Goa'uld Pelops, quien insertó nanobots en su torrente sanguíneo haciéndolos envejecer rápidamente, viviendo sólo 100 días terrestres, con la meta de evolucionar un anfitrión avanzado. El SG-1, finalmente, fue capaz de desactivar los nanobots, permitiendo a los Argosianos tener una vida larga. ("Brief Candle")

### Cimmerians
Una raza descendiente de los vikingos nórdicos. Protegidos por los Asgard. Vistos en el episodio "Thor's Hammer" y "Thor's Chariot".

### Edoranos
Los habitantes del planeta Edora forman una sociedad básicamente agrícola. El mayor de sus problemas consiste en una lluvia de meteoritos que cada año cae sobre su planeta. Por regla general, estas lluvias de meteoritos suelen ser inocuas, pero en esta ocasión, el planeta Edora sufre un cataclismo en el que el Stargate queda enterrado por el impacto de un meteorito.
A pesar del intento de evacuar a los habitantes de Edora, el coronel O'Neill queda atrapado en Edora durante más de tres meses, durante los cuales, el resto del Comando Stargate trata de establecer contacto con el Stargate enterrado de Edora para rescatarle. En este tiempo, O'Neill mantiene una relación con una Edorana.

### Latonan
Antiguamente una raza avanzada tecnológicamente, ellos abandonaron la tecnología para concentrarse en el desarrollo de sus mentes. Ellos se basaban en una pieza de tecnología, el Centinela, para mantenerse a salvo de los Goa'uld, hasta que un agente del NID se metió con el aparato y dejó de trabajar. Cuando el SG-1 llegó al planeta, éste estaba bajo ataque Goa'uld. Finalmente, una de los agentes del NID se sacrificó para ser parte del Centinela y activarlo de vuelta ("The Sentinel").

### Madronans
Los Madronans son una raza primitiva que es vista por primera vez en el episodio "Touchstone". Su planeta tuvo un clima hostil hasta que fue modificado por una raza más avanzada. Los monjes Madronans usan este aparato llamado Touchstone (La piedra de toque) para controlar el clima.

### Nasyan
Un pueblo pacífico que no es muy avanzado tecnológicamente. Ellos son vistos en el episodio "In the line of duty". Ellos estaban impacientes por hacerse amigos con los Tau'ri y les permitieron construir un campamento en su mundo para estudios científicos. Los Goa'uld fundaron su mundo y forzaron a los nasyans a evacuar hacia la Tierra e ir a otro planeta. Ellos fueron llevados por la gente de la Tierra de las luces ("The untouched").

### Salish
Una raza descendiente de las tribus nativo-americanas salish del noroeste del Pacífico. ("Spirits"). Ellos utilizan el Trinium que cae de una vertiente y es procesado en un río para hacer la mayoría de sus herramientas y decoraciones.

### Simarkans
Humanos nómadas descendientes de las tribus mongolas ("Emancipation"). En Simarka, hay varias tribus, una de las cuales es llamada Shavadai.

### Tiernod
Una primitiva raza de cavadores de cuevas que están protegidos por los Asgard ("Shades of Grey").

### Untouched
Población bifurcada del planeta P3X-797, ellos vivían en el lado con luz de su planeta, el cual ellos llamaban "Tierra de luz". Ellos poseían una cultura en la era de Bronce, parecida a la civilización minoica de la antigua Creta. Ellos han tomado muchos refugiados para el SGC, incluyendo los Nasyans. ("The Broca divide")

### Volians
Los Volians son personas aparentemente tomadas de la Gales medieval. Poseían una sociedad con una tecnología parecida a la de la Tierra en 1910 hasta que los Aschen llegaron y les ofrecieron una membresía en la Confederación Aschen. Usando un truco ya perfeccionado en otros mundos, los Aschen convirtieron a los Volians en un poblado granjero que no recuerda su pasado tecnológico ("2001").

## Razas alienígenas

### Asgard
Físicamente parecidos a los aliens grises de Roswell, los Asgard son una de las cuatro más avanzadas razas del universo. Son una benévola y muy adelantada raza de otra galaxia que ha visitado la Tierra en muchas ocasiones, dando lugar a las leyendas nórdicas. Eran parte de la Alianza de las Cuatro Grandes Razas. Su política en la Vía Láctea generalmente es oponerse a los Goa'uld, además de ser el aliado más poderoso del planeta tierra.

### Altairian
Después de que su mundo fuese envenenado, ellos construyeron una base subterránea para salvar su raza. Aprendieron a hacer copias sintéticas de sí mismos y duplicar sus conciencias en ellos. Harlan es el último sobreviviente de esta, después de que el equipo del SG-1 que había sido duplicado fuera destruido.

### Furlings
Poco se sabe de los Furlings, excepto que son miembros de la "Alianza de Las Cuatro Grandes Razas". Sin embargo, ocasionalmente se han encontrado artefactos atribuidos a los Furlings que han sido identificados. Algunos creen que los aliens gigantes o los espíritus Salish son verdaderamente los Furlings. De lo único que están seguros es de que cuando la gran amenaza despierte, ellos lo harán junto a la alianza.

### Replicantes
Los Replicantes o Replicadores, son una potente forma de vida mecánica compuesta de bloques que utilizan nanotecnología.
Consisten en un conjunto de piezas autónomas de alta tecnología que se unen formando diversas formas, con el único objetivo de autorreplicarse bajo cualquier costo y medio. Ellos son capaces de incrementar su número y de expandirse a través de la Galaxia asimilando tecnologías avanzadas. Son hostiles hacia todas las otras formas de vidas en el universo, pero su principal enemigo son los Asgard.

### Goa'uld
Los Goa'uld eran la raza más poderosa y malvada en la Galaxia. Ellos eran una especie parásita que parecen pequeñas serpientes, quienes se introducían dentro de parte superior de la médula espinal de otras criaturas, tomando así el control de la mente y el cuerpo de su huésped. En general, ellos eligen usar humanos como huéspedes por la simplicidad de la fisiología humana que los hace fáciles de reparar (curar), de tal manera que pueden mantenerse vivos durante mucho tiempo. Durante siglos, ellos gobernaron la Tierra diciendo que eran dioses, pareciéndose a los dioses de las mitologías egipcia, maya, azteca y babilónica.
Conocidos como simbiontes.
Los Goa'uld tienen un rígido sistema de rangos. Los más poderosos miembros de la raza son los Señores del Sistema, quienes controlan flotas masivas de naves interestelares, masivos ejércitos de Jaffa y son adorados como dioses por millones de personas.
Al ser parasitarios, los Goa'uld robaban la tecnología de los planetas que dominaban.

### Jaffa
Los Jaffa no son una especie separada estrictamente. Son descendientes de los humanos que fueron esclavizados por los Goa'uld miles de años atrás. Sin embargo han sido modificado genéticamente para hacerlos más fuertes y también para mutar su sistema de inmunidad, así llegados a cierta edad sólo pueden sobrevivir con la ayuda de un simbionte Goa'uld. Hasta que éste madure y tome un anfitrión para controlarlo, el Jaffa puede vivir. Sin un simbionte muere. (Cuando llegan a la edad en la cual se le implanta el simbionte se llama Prim'tah). El SG-1 encuentra una droga llamada Tretonina con la cual evita la dependencia del simbionte de los Jaffa, pero les crea una dependencia con la droga. Todos los adultos previos a la utilización de la Tretonina poseían una bolsa en sus estómagos las cuales servían para incubar la larva Goa'uld por aproximadamente 100 años terrestres. Esas bolsas pueden ser creadas en un humano por un aparato Goa'uld (visto en "Hathor"). A través del simbionte los Jaffa obtienen grandes capacidades de curación y una gran fuerza. Pero son dependientes del simbionte para sobrevivir o de la Tretonina. Los Jaffa constituyen la mayoría de la fuerza militar de los Goa'uld. Sin embargo, debido a la Rebelión Jaffa, algunos Goa'uld, el más notable Anubis, comenzó a utilizar otro tipo de fuerzas, como los guerreros Kull como sus principales tropas.
Los Goa'uld usan un término: "Sholvá o Shol'vá", el cual describe un Jaffa traidor dentro de la creencia, y que luchan contra los falsos dioses.
El más famoso de ellos es el otro miembro del SG-1 Teal'c. Otros, como Bra'tac, seguirán a este primer "traidor".

### Guerreros Kull
Estas criaturas fueron creadas mediante ingeniería genética por el Goa'uld Anubis para ser utilizados como su ejército personal. Poseen una vida artificial y han sido modificados para aumentar su eficiencia en el combate. Un guerrero Kull consiste en un ser anfitrión artificial y un huésped Goa'uld engendrado sin memoria genética. Esencialmente son soldados con la mente en blanco, creados para obedecer y para la guerra. Sus trajes, que casi están fusionados con ellos, son impenetrables para cualquier tipo de arma o explosivo, incluyendo el C-4 y otros componentes altamente explosivos. Sin embargo, pequeños dardos de trinium pueden penetrar estos trajes. Además, entre la Tierra y la Tok'ra diseñan un arma llamada "Disruptor Kull" a partir de un aparato de curación experimental de los Antiguos y descubierto por el Goa'uld Tel-chak. Estas armas son capaces de derribar a un Guerrero Kull en uno o dos disparos.

### Nox
Pacíficos y con apariencia de hadas, son capaces de revivir a los muertos, hacer invisibles grandes objetos y conectar un stargate a voluntad sin la aparente necesidad de un dispositivo de llamadas. Están totalmente en contra de cualquier tipo de violencia. A pesar de su frágil apariencia, son una raza con un gran poder dormido. Su tecnología parece ser equivalente a la de los Antiguos, como es demostrado por el hecho de que poseen una ciudad metálica flotante. Eran también miembros de la "Alianza de las Cuatro Grandes Razas". Sólo lucharán cuando se despierte la gran amenaza.

### Re'ol
Casi erradicados por los Goa'uld, los Re'ol tienen un método natural único de defensa: sus secreciones corporales son usadas para crear memorias falsas cuando están en contacto con otras criaturas vivientes. Un Re'ol fue capaz de infiltrarse el SG-1 en el episodio "El quinto hombre" ("The Fifth man") como el "Teniente Tyler", pero estaba impresionado cuando vio como O'Neill, sabiendo que "Tyler" no era un miembro del SG-1, no quería "dejar un amigo atrás". El Re'ol, ahora escondido en un planeta desconocido, pero con la posibilidad de una alianza, podría aparecer nuevamente. Su verdadera apariencia es similar a la de un Nox famélico de color amarillo.Esperando a que una gran amenaza despierte, para volver a crear una alianza única, para la gran batalla

### Re'tu
Archienemigos de los Goa'uld, la facción rebelde de los Re'tu emplea un método radical para eliminar sus enemigos: matar todos sus posibles huéspedes. Esencialmente, esto significa que los Re'tu son una gran amenaza para los humanos. Tienen forma de grandes centauros-arañas. Lo más notable es que ellos existen 180 grados desfasados del espectro normal visual, haciéndolos invisibles excepto bajo el TER (Barra de erradicación de transfase). Un Re'tu puede ser una amenaza mortal, y usualmente aparecen en grupos de 5 o 6, los cuales pueden eliminar la base entera.

### Serrakin
Los Serrakin ayudaron a liberar los humanos Hebridanos de los Goa'uld, posiblemente del Goa'uld Morrigan, hace mucho tiempo. Además, y gracias a su tecnología, hicieron de los Hebridanos una de las civilizaciones humanas tecnológicamente más avanzadas. Los Serrakin y los Hebridianos viven pacíficamente y suelen casarse entre ellos. La civilización Serrakin es una de las pocas civilizaciones en la Vía Láctea que no ha sido controlada o exterminada por los Goa'uld.

### Tok'ra
La Tok'ra es la oposición a los Goa'uld (la traducción literal del nombre es "en contra de Ra", el antiguo señor supremo del Sistema Goa'uld). A pesar de ser de la misma especie de los Goa'uld, los Tok'ra han luchado contra los Goa'uld durante siglos y se han convertido en aliados de los Tau'ri (terrícolas) en contra de los Señores del Sistema. A diferencia de los Goa'uld quienes poseen a su huésped, los Tok'ra respetan a su huésped y comparten libremente el cuerpo con la mente humana que todavía lo habita. La mente de ambos se fusiona, lo que significa que comparten recuerdos, emociones y conocimiento, pero permanecen como personalidades distintas. La mente en control del cuerpo cambia frecuentemente, como lo quieran ambos, se puede observar el cambio cuando el cuerpo baja su cabeza y cierra sus ojos por un momento. También, cuando el Tok'ra está en control, la voz de la persona se parece a la de un Goa'uld. Los Tok'ra es una raza en desaparición, ya que la reina de la cual ellos provienen, Egeria, ha muerto.

### Unas
Los Unas son una raza humanoide reptiliana. Proceden del mismo planeta originario de los Goa'uld. Dotados de gran fuerza y excelente capacidad regenerativa, se convirtieron en los primeros anfitriones de los Goa'uld. Sin embargo, y con el tiempo, los Unas desarrollaron métodos para impedir convertirse en anfitriones, utilizando protectores para el cuello y sobreviviendo en cuevas lejos de los lagos donde aún medraban numerosos Goa'uld en su forma simbiótica larval.

### Razas menos conocidas

#### Nativos de Abydos
Son los animales y plantas nativos del planeta Abydos. Entre ellos están las mulas-perro, seres peludos empleados como animales de carga, las flores de las que sacan harina o los armadillos que comen en la primera película.

#### Fenrir
Grandes libélulas que viven en el planeta de los Nox. Se las creía capaces de hacerse invisibles, pero luego se descubrió que eran los Nox quienes se encargaban de hacerlo.

#### Plantas energéticas
Plantas que generan una fusión fría gracias al mineral de su interior, que Linnea, con la ayuda del SG1, empleó como fuente de energía para escapar del planeta-cárcel ("Prisioneros)".

#### Insectos de BP6-3Q1
Seres similares a escorpiones mezclados con avispas. Colocan una porción de veneno en sus víctimas y emplean su materia corporal para clonarse a sí mismos. En un ser humano pueden hacerse hasta 10 clones, suficientes como para destruir el planeta. No se sabe si eran nativos del planeta o si los crearon los colonos humanos como arma biológica y se les escapó de las manos.

#### Gusanos de Marchello
Son gusanos azulados que el susodicho creó con ingeniería genética. Provocan alucinaciones a las personas normales y la muerte a las larvas Goa'uld.

#### Atonieks
Los Atonieks fueron objeto de leyendas a través de la galaxia mucho antes de la era de predominio Goa'uld debido a una tecnología que les daba una fuerza y velocidad sin precedentes. Aunque se pensaba que esta tecnología no era sino parte de su leyenda, finalmente se demuestra que son reales. Consiste en unos brazaletes que son descubiertos por el Tok'ra Anise en una revisión arqueológica en el planeta Atoniek. Los brazaletes utilizan un virus para causar los cambios en los sujetos, y dejaron de ser útiles porque los guerreros Atonieks desarrollaron inmunidad contra el virus, causando que sus brazaletes no funcionaran. El equipo SG-1 debe probar la utilidad de estos brazaletes como arma contra los Goa'uld.

#### Gadmeer
Una civilización una forma de vida extraterrestre reptiloide basada en azufre lo que los diferencia de los humanos de base de carbono; una especie sumamente avanzada muestra de ello su capacidad de vuelo interestelar, con un nivel lo suficiente alto como para terraformar un planeta o crear con los recursos de su nave (de cerca de dos millas de largo) y a partir de nada un ser (lotan) para interactuar con los habitantes del planeta (Enkaranos) escogido por la nave esta preocupación demuestra un gran aprecio por la vida y por cualquier ser vivo; esta especie según Lotan tiene una larga historia registrada de 10 000 años, llevados a la casi completa extinción por un poderoso enemigo, posiblemente los Goa'uld. Enfrentados ante el prospecto de la extinción y como último acto desesperado por preservar no solo su especie sino toda forma de vida de su mundo de origen reunieron todos los embriones de su especie y los enviaron al espacio en una nave con el propósito de encontrar un planeta lejano y apropiado para reconstruir no sólo su especie sino su mundo, terraformando si es necesario un planeta para hacerlo habitable para su especie y sus particulares requerimientos biológicos muestra de ello son los 2634 parámetros programados en la computadora, los cuales deberían ajustarse el planeta en cuestión.

#### Aliens Gigantes (Giant Aliens)
Nombre dado por Nicholas Ballard (Abuelo de Daniel Jackson) a las criaturas que vivían en un ambiente rico en lepton en el planeta P7X-377. Ellos sólo pueden ser vistos por aquellos que hayan recibido una radiación especial emanada por una calavera de cristal especial que está presente en un Ziggurat Maya en otro mundo. Ellos son enemigos de los Goa'uld, y amigos de cualquiera que también lo sea.

#### Alienígenas imitadores
Se trata de unos misteriosos alienígenas que tratan de invadir el SGC utilizando una tecnología que permite imitar la apariencia de otros seres. El SG-1 descubre que cierta frecuencia de sonido interfiere con la tecnología de mimetismo, desbaratando los planes de invasión. Para prevenir una situación similar, desde ese momento, cada vez que se activa el Stargate se reproduce esa frecuencia de ultrasonidos para evitar nuevas invasiones. Posteriormente, el NID, una agencia de espionaje semiclandestina, utiliza esa misma tecnología para acusar falsamente al coronel O'Neill de un intento de asesinato.

#### Oannes
Nem y Omoroca son los únicos miembros de esta especie conocidos. Daniel Jackson es secuestrado por un Oanne llamado Nem que quiere averiguar que pasó con su pareja Omoroca, insistiendo en que Daniel recuerda vieja información que él leyó en sus días de pre-doctorado. Obviamente Omoroca tiempo atrás había visitado la Tierra, y había influenciado la mitología fenicia. Nem investiga la mente de Daniel solo para averiguar que su pareja había sido asesinada por los Goa'uld. La especie es acuática y tiene referencia a la especie mitológica Oannes. Son partidarios de ayudar cuando se levante el gran enemigo.

#### Esfera alienígena de P5C-363
Los únicos sobrevivientes del planeta P5C-363, conservados dentro de una esfera. Cuando el SG-1 lleva la esfera a la Tierra, unas fuertes lanzas salen despedidas de la esfera, empujando al Coronel O'Neill y clavándolo contra la pared. Con el tiempo, se hacen lo suficientemente fuertes para poder hablar a través de O'Neill, y el SGC llega con ellos al acuerdo de llevarlos a un planeta en el cual puedan sobrevivir, antes de que, como estos seres habían planeado, tomen la Tierra.

#### Alienígenas de PJ2-445
A pesar de su apariencia humanoide, la estructura orgánica interna de estos alienígenas sugiere otra cosa, ya que son uniformes excepto por un órgano en la cintura para captar el sonido. No poseen un lenguaje hablado, viven en primitivas chozas y cubren sus cuerpos con una pintura gruesa que utilizan como su segunda piel. Su cultura está centrada enteramente alrededor la voz musical humana, cantando como método de curación (el canto parece ser el vínculo que genera esa sinergia con las plantas. Al parecer, y sin saberlo, viven en simbiosis con la flora de su entorno. Cuando un accidente de un UAV destroza una planta, las criaturas humanoides empiezan a ponerse enfermas. El SG-1 se ve forzado a arreglar las cosas.

#### Reptiles alienígenas
Se trata de una especie con ojos de color oro de la que se sabe poco. Los únicos miembros de esta raza con los que el SGC se encuentra son unos mercenarios que trabajan para la Alianza Lucian.

#### Espíritus Salish
La raza de los espíritus Salish derrotó a los Goa'uld, ocupando un planeta en particular varios siglos atrás, y coexistieron con los Salish como dioses benevolentes. Poseen poderes sobrenaturales, que incluyen la habilidad de teletransportarse ellos mismos o a otros hacia cualquier lugar. Su apariencia es humanoide, aunque con extrañas agallas alrededor de su área nasal.

#### Unidad
Se trata esta de una especie de seres de inteligencia cristalina que accidentalmente destruyen a un Goa'uld. En represalia, los Goa'uld, casi los aniquilan por completo. Los cristales de unidad son capaces de crear un duplicado de cualquier ser que lo toque. Cuando el SG-1 llega al planeta, el coronel O'Neil toca uno de estos cristales y cae al suelo inconsciente, mientras que su duplicado vuelve a la Tierra. El cambio es descubierto cuando O'Neill recupera la consciencia y vuelva a la Tierra. El duplicado no tenía malas intenciones y el mismo O'Neill le ayuda a volver a su planeta.

#### Seres Acuáticos
Seres que viven en un planeta de agua en forma líquida y que son capaces de transformarse en gas a voluntad. También pueden tomar el control de la mente humana. Fueron encontrados cuando el personal del Stargate ruso toma una muestra del agua de ese planeta, donde el Stargate se encuentra sumergido, y la lleva a Rusia, al darse cuenta de que el agua emite energía termal.

#### Mini Dragon
Pequeño lagarto negro que estaba en una pequeña jaula electromagnética en el planeta del que provenía la criatura Urgo y que su creador empleó para explicarles al SG1 acerca de la extracción del mismo.

#### Insectos luminosos de M4C-862
Aparecen únicamente en el capítulo en el episodio "Prodigy". Son autóctonos de la luna M4C-862. Tienen la capacidad de atravesar los objetos sólidos aunque se les puede contener dentro de un campo eléctrico.